# John Williams (presentator)
John Williams (Paramaribo, 27 december 1969) is een Nederlandse presentator en acteur. Hij maakt veelal hulpprogramma's.

## Biografie
John Williams werd door zijn grootmoeder in Sint Philipsland grootgebracht en wilde als kind profvoetballer worden. Toen zijn grootmoeder uit heimwee terugkeerde naar Suriname, vond hij onderdak bij zijn moeder. Via De Haagse Hogeschool kreeg hij een stage bij Call TV, waar zijn televisiecarrière begon. 
Williams heeft sinds 1997 een relatie met styliste Priscilla.

## Presentatie
Veronica/Yorin:
- Call TV (o.a. game Time) (1994-1998)

RTL 4:
- Woordzoeker (1998-2000)
- Puzzeltijd (1999-2000)
- The Big Entertainment Quiz (1999)
- Viva Oranje (2000)
- Lijn 4 (2001-2004)
- Opnieuw beginnen (2001)
- Je Echte Leeftijd (2003-2004)
- House Vision (2004-2007)
- RTL Boulevard (2005, 2008)
- Help, mijn man is Klusser! (2005-heden)
- Dancing on Ice (2007) - in een eerder seizoen was hij deelnemer
- Help, mijn man heeft een Hobby! (2008-2011)
- Nederland Vertrekt (2008)
- Bestemming Bereikt (2009)
- Een dubbeltje op zijn kant (2009-2018)
- Een dubbeltje op zijn kant in bedrijf (2010)
- Bonje met de buren (2010-2012)
- Het spijt me (2011-2013)[2]
- Ik kom bij je eten (2012)
- Een zaak van bloemen (2013)
- Back to the Zeros (2016)
- Ja, ik wil een taart! (2016)
- Sterren houden huis (2018)
- Briljant (2020)
- Levenslang met dwang (2020)
- Tiny house battle (2021)
- Make Up Your Mind (2023), gastpanellid
- Uit de Schulden (2025)

RTL 5:
- De slechtste chauffeur van Nederland (2014-2017, 2019-heden)
- SOS: Mijn vakantie is een hel (2017)
- De slechtste chauffeur van Nederland VIPS (2018)
- Mijn gezin gaat failliet (2020)
- De beste slechtste chauffeur van Nederland (2023-2024)

RTL 7:
- Als beste uit de bus (2008)

De funk, soul en jazz radiozender Sublime:
- Johnny's Friday (sinds maart 2022)[3]

## Deelnemer aan programma's
In 2006 deed Williams als kandidaat mee aan het programma Dancing on Ice. In 2009 was hij deelnemer aan de programma's Let's Dance en Ik hou van Holland. In 2012 en 2015 deed hij mee aan het programma De Jongens tegen de Meisjes. In 2013 was hij te zien als deelnemer in Ik hou van Beatrix en in 2014 was hij te zien in een speciale aflevering van Ik hou van Holland, "Ik hou van RTL". In 2017 en 2019 nam hij deel aan The Big Music Quiz. In 2020 deed Williams samen met Ron Brandsteder mee aan de Top 2000 Quiz. In 2022 deed Williams mee met de oud en nieuwspecial van het Nederlandse televisieprogramma The Masked Singer, waarin hij als uurwerk tweede werd. In 2025 deed hij samen met Stefania Liberakakis mee aan het programma That's My Jam.

## Acteren
- Goede tijden, slechte tijden (1995) - collega-student van Arnie Alberts in New York (aflevering 879)
- Westenwind (1999) - uitsmijter Bob
- Blauw blauw (1999-2000) - Rodney
- Costa! (2001) - Kevin
- Onderweg naar Morgen (2001-2003) - Maurice Seegers
- ZOOP (2004-2005) - Quinten de bodyguard
- Bon Bini Beach (2002-2003) - Glenn Vrient
- Rozengeur & wodka lime (2005) - zichzelf
- Madagaskar Escape 2 Africa (2008) - Zuba, vader van Alex (nasynchronisatie)
- Assepoester: Een Modern Sprookje (2014) - dierenarts Chris van Weveren
- Spies in Disguise (2019) - Lance Sterling (nasynchronisatie)
- Odds (2022) - Winston Rodrigues